# Ivan Šojat
Ivan Šojat (Josipdol, 4 gennaio 1900 – Zagabria, 3 dicembre 2001) è stato un calciatore jugoslavo, di ruolo attaccante.

## Palmarès

### Club

#### Competizioni nazionali
- Coppa di Jugoslavia: 1

HAŠK Zagabria: 1923